# Eliptična polarizacija
Eliptična polarizacija elektromagnetnega valovanja je vrsta polarizacije, kjer vrh vektorja električnega in magnetnega polja opisuje elipso. Eliptično polarizirano valovanje lahko razdelimo na dve linearno polarizirani valovanji z ravninama polarizacije, ki sta pravokotni druga na drugo. Ker se lahko električno polje v polariziranem valovanju vrti desno ali levosučno, eliptično valovanje kaže kiralnost.
Posebni primer eliptične polarizacije sta krožna polarizacija in linearna polarizacija.

## Opis eliptično polariziranega valovanja
Eliptično polariziramo valovanje lahko prikažemo kot sestavljeno valovanje (superpozicija)  dveh valovanj, ki nihata v pravokotnih ravninah. Komponenti električnega polja (podobno velja za magnetno polje) lahko zapišemo kot 
{\displaystyle {\vec {E}}_{x}(z,t)=E_{0.x}cos(kz-\omega t){\vec {i}}\!} 

{\displaystyle {\vec {E}}_{y}(z,t)=E_{0.y}cos(kz-\omega t+\phi ){\vec {j}}\!}
kjer je
- {\displaystyle {\vec {E}}_{x}(z,t)\!} komponenta električnega polja v smeri osi x
- {\displaystyle {\vec {E}}_{y}(z,t)\!} komponenta električnega polja v smeri osi y
- {\displaystyle \omega \!} krožna frekvenca {\displaystyle \omega =c.k\!}
  - {\displaystyle c\!} hitrost svetlobe
  - {\displaystyle k\!} valovno število
- {\displaystyle {\vec {i}}\!} enotski vektor na osi x
- {\displaystyle {\vec {j}}\!} enotski vektor na osi y
- {\displaystyle \phi \!} fazna razlika med obema valovanjema
- {\displaystyle t\!} je čas
- {\displaystyle z\!} smer gibanja valovanja

Pri tem sta amplitudi {\displaystyle E_{0.x}\!} in {\displaystyle E_{0.y}\!} različni ali pa enaki ali je ena nič. Kadar sta obe amplitudi enaki, dobimo krožno polarizirano valovanje. Če pa je ena amplitude enaka 0, je valovanje linearno polarizirano. Tudi pri eliptično polariziranem valovanju lahko električno (magnetno) polje kroži v smeri urinega kazalca ali obratno (podobno kot pri krožno polariziranem valovanju). Dobimo desno in levo polarizirano obliko valovanja. 